# LAPDm
LAPDm je protokol linkové vrstvy používaný na rozhraní Um mezi základnovou stanicí (BTS) a mobilní stanicí v buňkové síti GSM. Toto rozhraní reprezentuje rádiový spoj mezi buňkovou sítí a telefonem účastníka.
LAPDm je odvozeno z protokolu LAPD linkové vrstvy používaného v síti ISDN, který vychází ze staršího protokolu linkové vrstvy nazývaného High-Level Data Link Control (HDLC). LAPDm je definováno v 3GPP standardech TS 04.05 a 04.06.

## Rozdíly mezi LAPDm a LAPD
LAPDm se podobá protokolu LAPD linkové vrstvy protokolu ISDN, ale s několika zjednodušeními:
- LAPDm nepoužívá křídlové značky, ani kontrolní součet
- LAPDm rámce mají pevnou délku 184 bitů, pro větší zprávy se používá segmentace.
- LAPDm neumožňuje více než jeden nepotvrzený I-rámec (GSM 04.06 část 5.8.4 a 6).
- LAPDm nepodporuje rozšířené formáty hlavičky (GSM 04.06 část 3).
- LAPDm podporuje z U-rámců pouze SABM, DISC, DM, UI a UA (GSM 04.06 část 3.4, 3.8.1).
- LAPDm podporuje z S-rámců pouze RR a REJ (GSM 04.06 3.4, 3.8.1), ale ne RNR (GSM 04.06 část 3.8.7 a 6).
- LAPDm má pouze jeden interní časovač, T200 (GSM 04.06 5.8).
- LAPDm podporuje pouze jeden terminálový koncový bod; ten má implicitní TEI.
- BTS je vždy schopné vstoupit do asynchronního vyváženého režimu, pokud je to požadováno.
- v LAPDm nikdy nemůže být přijímač nepřipraven (GSM 04.06 část 3.8.7).
- LAPDm podporuje pouze dva přístupové body služby: SAP3 pro SMS a SAP0 pro všechna ostatní použití (GSM 04.06 části 3.3.3 a 6).
- Asynchronní vyvážený režim je v SAP0 vždy iniciován mobilní stanicí (GSM 04.06 části 5.4.1.1 a 6).

Dalším důležitým rozdílem mezi LAPDm a LAPD je procedura řešení kolize při navazování spojení podle části 5.4.1.4 GSM 04.06, při které mobilní stanice pošle L3 zprávu v informačním poli SABM rámce, která je pak základnovou stanicí vrácena v odpovídajícím rámci UA. Tato procedura je v LAPDm nutná kvůli možnosti, že se telefon náhodou pokusí použít špatný kanál. Standardní LAPD nevyžaduje řešení kolizí, protože drátová ISDN zařízení nemohou omylem použít špatný kanál.
Přidružená řídicí procedura (anglicky Associated Control Procedure) používaná ve vrstvě 2 rádiového rozhraní protokolu iDEN se velmi podobá LAPDm.